# El salame
El salame es una película en blanco y negro de Argentina dirigida por Fernando Siro según su propio guion escrito en colaboración con Norberto Aroldi que se estrenó el 21 de agosto de 1969 y que tuvo como protagonistas a Juan Carlos Altavista, Enzo Viena, Mariángeles y Fernando Siro.
Hay  escenas filmadas en la iglesia de Santa Rita en la localidad bonaerense de Boulogne.

## Sinopsis
Un hombre sumiso  e infeliz es confundido con un asaltante famoso y la gente que lo despreciaba comienza a respetarlo.

## Reparto
- Juan Carlos Altavista
- Enzo Viena
- Mariángeles
- Fernando Siro
- Elena Cruz
- Norberto Aroldi
- Enrique Belluscio
- Pablo Codevila
- Felice D'Amore
- Vicente Fassari
- Juan Carlos Galván
- Fernando Iglesias
- Felipe Méndez
- Eduardo Morel Quirno
- Pepita Muñoz
- Carlos Pamplona
- Eddie Pequenino
- Marsha Pérez Abella
- Juan Quetglas
- Jorge de la Riestra
- Héctor Ugazio
- Diego Varzi

## Comentarios
El Heraldo del Cine escribió:

”Una historia doméstica de eficaz medianía.”

Clarín dijo:

”Atrayente material argumental…momentos felicísimos de captaciones psicológicas y de pintura de ambiente.”

Manrupe y Portela escriben:

”Comedia costumbrista que hubiera mejorado de no utilizar el recurso del doble y que en el final tiene un final sorpresivo hacia lo cruel y lo dramático. Fue calificado para mayores de 14 años porque en la película “un chico formula su deseo de convertirse en pistolero” (sic Heraldo) hecho más que suficiente para dar el mal ejemplo.”